# Montchevrel
Montchevrel est une commune française, située dans le département de l'Orne en région Normandie, peuplée de 233 habitants (les Montchevrellois).

## Géographie
Le territoire couvre 1 080 hectares. Le point culminant est au lieu-dit le Moulin à Vent (altitude 221 mètres).
| Saint-Germain-le-Vieux, Le Chalange | Courtomer                    | Courtomer                         |
| Le Ménil-Guyon, Boitron             | Montchevrel                  | Sainte-Scolasse-sur-Sarthe        |
| Boitron, Saint-Aubin-d'Appenai      | Saint-Aubin-d'Appenai, Laleu | Sainte-Scolasse-sur-Sarthe, Laleu |

### Hydrographie
La commune est située dans le bassin Loire-Bretagne. Elle est drainée par la Tanche, la Fresbee, la Boulaye et le ruisseau de la Chitière,,.
La Tanche, d'une longueur de 18 km, prend sa source dans la commune du Chalange et se jette  dans la Sarthe en limite de Ventes-de-Bourse et de Saint-Léger-sur-Sarthe, après avoir traversé neuf communes. 

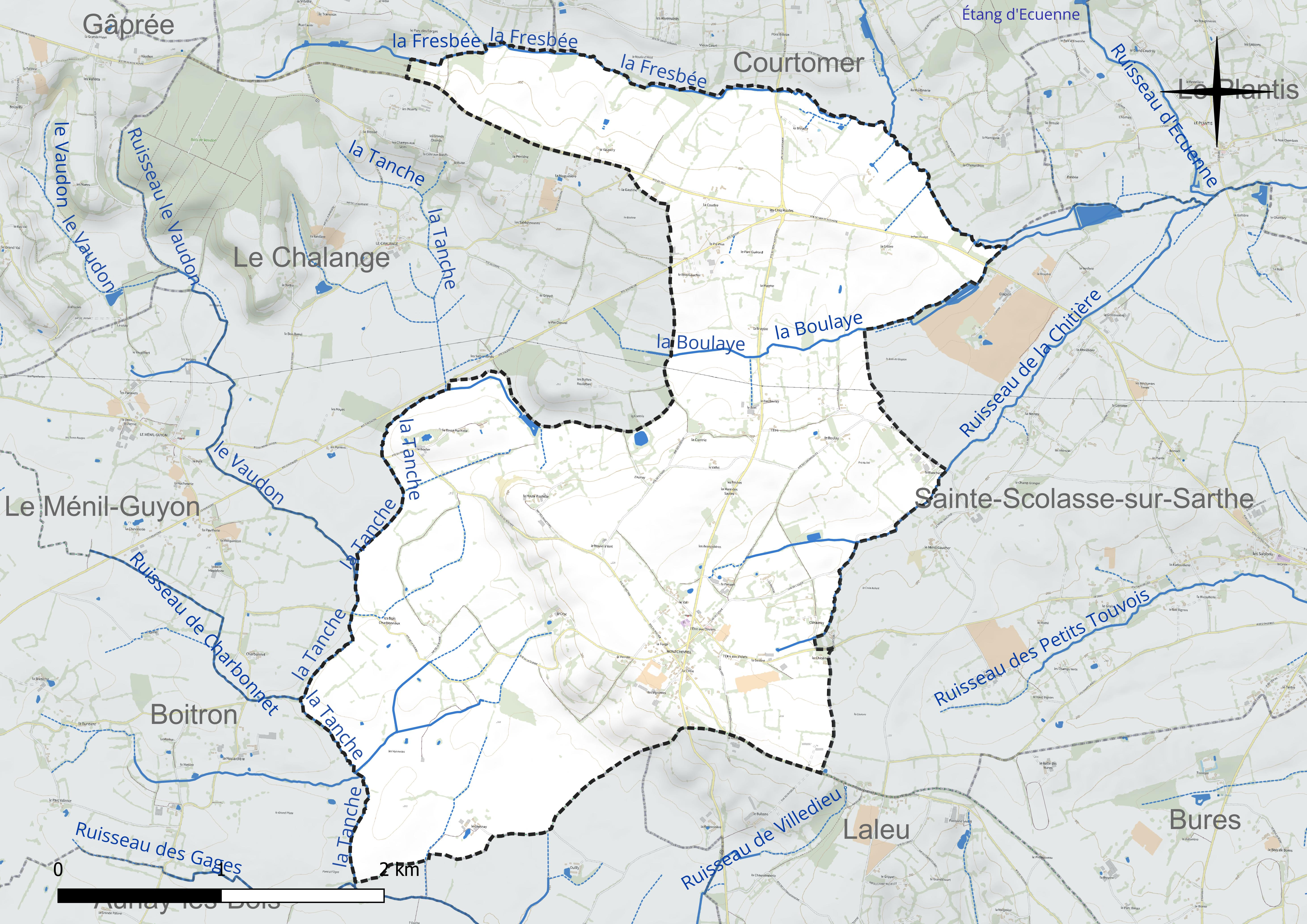
Réseau hydrographique de Montchevrel.

### Climat
Pour des articles plus généraux, voir Climat de la Normandie et Climat de l'Orne.
En 2010, le climat de la commune est de type climat océanique dégradé des plaines du Centre et du Nord, selon une étude du CNRS s'appuyant sur une série de données couvrant la période 1971-2000. En 2020, Météo-France publie une typologie des climats de la France métropolitaine dans laquelle la commune est exposée à un climat océanique altéré et est dans la région climatique Normandie (Cotentin, Orne), caractérisée par une pluviométrie relativement élevée (850 mm/a) et un été frais (15,5 °C) et venté. Parallèlement le GIEC normand, un groupe régional d’experts sur le climat, différencie quant à lui, dans une étude de 2020, trois grands types de climats pour la région Normandie, nuancés à une échelle plus fine par les facteurs géographiques locaux. La commune est, selon ce zonage, exposée à un « climat des plateaux abrités », se caractérisant par une pluviométrie et des contraintes thermiques modérées mais aussi, par effet de continentalité, des températures plus contrastées qu'au nord dans la plaine de Caen, avec communément 10 à 15 jours par an de plus de froid en hiver et de chaleur en été.
Pour la période 1971-2000, la température annuelle moyenne est de 10 °C, avec une amplitude thermique annuelle de 13,7 °C. Le cumul annuel moyen de précipitations est de 783 mm, avec 12 jours de précipitations en janvier et 7,8 jours en juillet. Pour la période 1991-2020, la température moyenne annuelle observée sur la station météorologique la plus proche, située sur la commune de Saint-Hilaire-le-Châtel à 14 km à vol d'oiseau, est de 11,3 °C et le cumul annuel moyen de précipitations est de 732,0 mm,. Pour l'avenir, les paramètres climatiques de la commune estimés pour 2050 selon différents scénarios d’émission de gaz à effet de serre sont consultables sur un site dédié publié par Météo-France en novembre 2022.

## Urbanisme

### Typologie
Au 1er janvier 2024, Montchevrel est catégorisée commune rurale à habitat dispersé, selon la nouvelle grille communale de densité à sept niveaux définie par l'Insee en 2022.
Elle est située hors unité urbaine. Par ailleurs la commune fait partie de l'aire d'attraction d'Alençon, dont elle est une commune de la couronne,. Cette aire, qui regroupe 89 communes, est catégorisée dans les aires de 50 000 à moins de 200 000 habitants,.

### Occupation des sols
L'occupation des sols de la commune, telle qu'elle ressort de la base de données européenne d’occupation biophysique des sols Corine Land Cover (CLC), est marquée par l'importance des territoires agricoles (97,4 % en 2018), une proportion identique à celle de 1990 (97,4 %). La répartition détaillée en 2018 est la suivante : 
prairies (53,6 %), terres arables (43,7 %), zones urbanisées (2,5 %), forêts (0,1 %). L'évolution de l’occupation des sols de la commune et de ses infrastructures peut être observée sur les différentes représentations cartographiques du territoire : la carte de Cassini (XVIIIe siècle), la carte d'état-major (1820-1866) et les cartes ou photos aériennes de l'IGN pour la période actuelle (1950 à aujourd'hui).

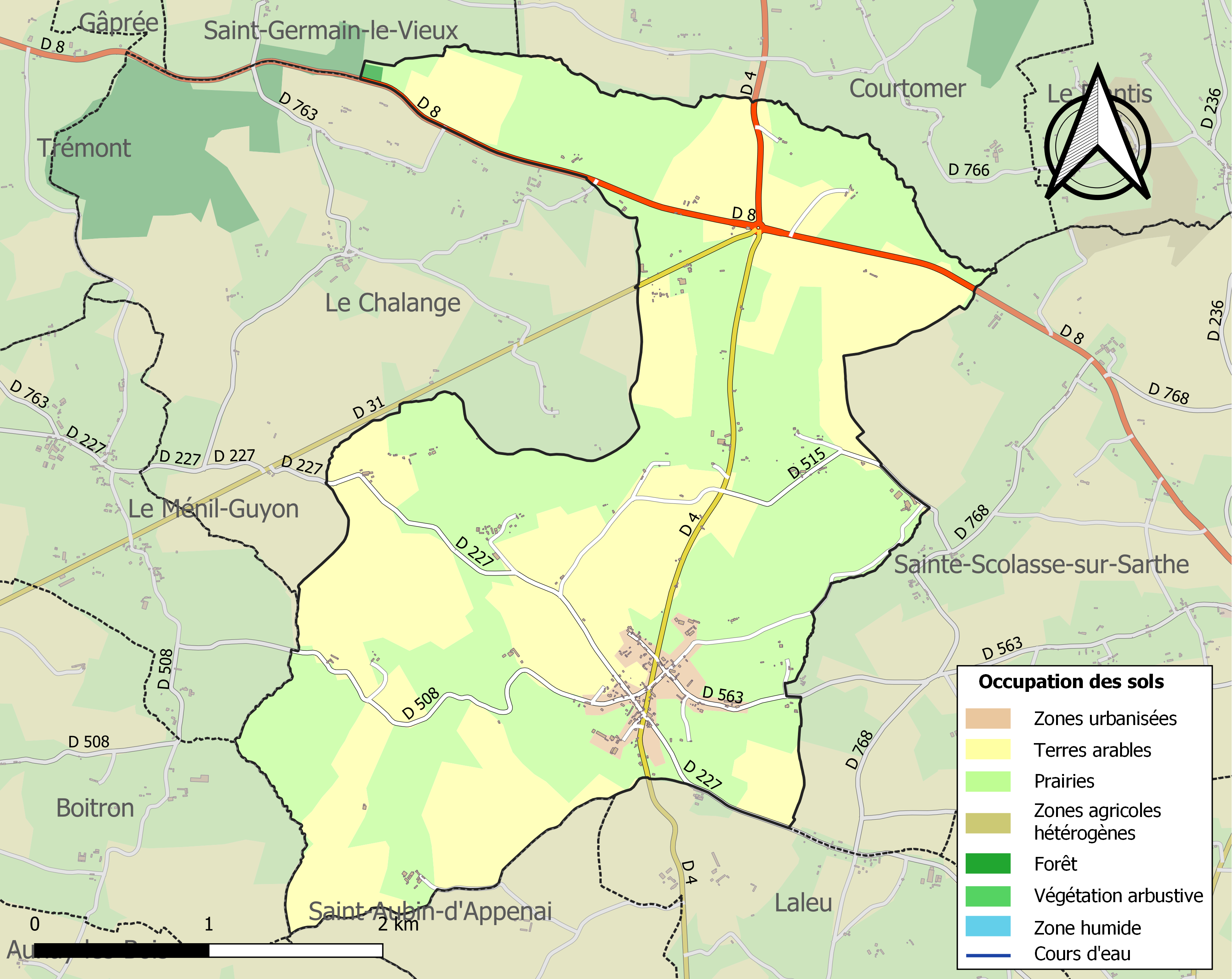
Carte des infrastructures et de l'occupation des sols de la commune en 2018 (CLC).

## Toponymie
Le toponyme est attesté sous la forme Montchevreil en 1247.
Le premier élément est issu du latin mons, « mont ».

L'origine du second élément -chevrel la plus proposée est la désignation du chevreau, soit par le latin (caprellus), soit par l'ancien français (chevrel). Ernest Nègre évoque la déformation de l'ancien français chevruel, « chevreuil » et René Lepelley la possibilité d'un anthroponyme.

## Histoire
En 1147, une bulle du pape Eugène III confirme la possession de l'église de Montchevrel à l'abbaye de Tiron. En 1175, une bulle du pape Alexandre III confirme à nouveau cette possession.

## Politique et administration
| Période                                  | Période   | Identité                   | Étiquette | Qualité            |
| ---------------------------------------- | --------- | -------------------------- | --------- | ------------------ |
| 1857                                     | 1875      | François Eugène Buisson    | -         | Propriétaire       |
| 1875                                     | 1896      | Ludovic Lemoine-Chambillon | -         | Agriculteur        |
| 1896                                     | 1907      | Gustave Potonier           | -         | Propriétaire       |
| 1908                                     | 1919      | Modeste Isidore Bunet      | -         | Cultivateur        |
| 1919                                     | 1944      | Henri Fauvel               | -         | Instituteur        |
| 1945                                     | 1972      | Albert Chevallier          | -         | Agriculteur        |
| 1972                                     | 1995      | Jacques Batrel             | -         | Agriculteur        |
| 1995                                     | 1996      | Roger Brulé                | -         | Artisan maçon      |
| 1997                                     | mars 2008 | Pierre Theuray             | -         | Artisan mécanicien |
| mars 2008                                | mars 2014 | Bernadette Chevallier      | SE        | Agricultrice       |
| mars 2014                                | mai 2020  | Florent Michel             | SE        | Agriculteur        |
| mai 2020                                 | En cours  | Hélène Provost-Olivier     |           | Artisane           |
| Les données manquantes sont à compléter. |           |                            |           |                    |

Le conseil municipal est composé de onze membres dont le maire et trois adjoints.

## Démographie
L'évolution du nombre d'habitants est connue à travers les recensements de la population effectués dans la commune depuis 1793. Pour les communes de moins de 10 000 habitants, une enquête de recensement portant sur toute la population est réalisée tous les cinq ans, les populations de référence des années intermédiaires étant quant à elles estimées par interpolation ou extrapolation. Pour la commune, le premier recensement exhaustif entrant dans le cadre du nouveau dispositif a été réalisé en 2004.
En 2022, la commune comptait 233 habitants, en évolution de −2,92 % par rapport à 2016 (Orne : −3,21 %, France hors Mayotte : +2,11 %).
Montchevrel a compté jusqu'à 698 habitants en 1800.
| 1793 | 1800 | 1806 | 1821 | 1836 | 1841 | 1846 | 1851 | 1856 |
| ---- | ---- | ---- | ---- | ---- | ---- | ---- | ---- | ---- |
| 665  | 698  | 673  | 581  | 608  | 596  | 540  | 500  | 488  |

| 1861 | 1866 | 1872 | 1876 | 1881 | 1886 | 1891 | 1896 | 1901 |
| ---- | ---- | ---- | ---- | ---- | ---- | ---- | ---- | ---- |
| 522  | 527  | 474  | 516  | 471  | 459  | 421  | 381  | 405  |

| 1906 | 1911 | 1921 | 1926 | 1931 | 1936 | 1946 | 1954 | 1962 |
| ---- | ---- | ---- | ---- | ---- | ---- | ---- | ---- | ---- |
| 427  | 368  | 308  | 304  | 315  | 309  | 357  | 333  | 278  |

| 1968 | 1975 | 1982 | 1990 | 1999 | 2004 | 2006 | 2009 | 2014 |
| ---- | ---- | ---- | ---- | ---- | ---- | ---- | ---- | ---- |
| 233  | 204  | 181  | 193  | 207  | 219  | 221  | 233  | 233  |

| 2019 | 2022 | - | - | - | - | - | - | - |
| ---- | ---- | - | - | - | - | - | - | - |
| 222  | 233  | - | - | - | - | - | - | - |

## Lieux et monuments
- Église Saint-Pierre (XVIIe siècle).
- Manoir de la Grande-Rosière.